# アガサ・クリスティー・アワー
『アガサ・クリスティー・アワー』（あがさくりすていあわー、原題：The Agatha Christie Hour）は、アガサ・クリスティーのミステリー短編を原作とし1982年に放送されたイギリスのテレビドラマミニシリーズである。同年にコリンズ社が放映話の原作をまとめて発行した短編集『青い壺の謎』（原題：The Agatha Christie Hour）についても本項で取り扱う。

## 概要
『アガサ・クリスティー・アワー』（原題：The Agatha Christie Hour）は、アガサ・クリスティーのミステリー短編を原作とし1982年に放送されたイギリスの1時間テレビドラマのミニシリーズ。製作はテムズ・テレビ（Thames Television International）。シリーズは、1982年9月7日から11月16日まで全10話が放送された。監督はマイクル･シンプソン、ブライアン・ファーナム、ジョン・フランカウ、シリル・コーク、デズモンド・ディヴィス、クリストファー・ホドスン。2話のみの登場であるがパーカー・パインをモーリス・デナムが演じた。エルキュール・ポアロ、ミス・マープル等他のレギュラー探偵は登場しない。
日本ではLaLa TVやAXNミステリーで放送された。

## 青い壺の謎（短編集）
『青い壺の謎（短編集）』（あおいつぼのなぞ、原題：The Agatha Christie Hour）は、1982年に刊行されたイギリスの小説家アガサ・クリスティーの短編集である。上記テレビシリーズ『アガサ・クリスティー・アワー』に合わせてイギリスのコリンズ社が編纂したもの。日本では1985年に中村妙子の翻訳で、新潮文庫から『青い壺の謎』と題して刊行された。新潮文庫では、すでに「中年の人妻の事件」が『クリスティ短編集（一）』に、「不満な軍人の事件」が『クリスティ短編集（二）』に収録済みであったが、コリンズ社からの編集意図を尊重してほしいという強い要望により、中村妙子訳で重複して収録することになった。重複しているという「注記」は本短編集と、前記の2つの短編集計3冊の巻末に掲載されている。
後に早川書房のクリスティー文庫の短編集『マン島の黄金』に収録される「白木蓮の花」の日本語訳は、中村妙子訳の『ハヤカワ･ミステリマガジン』1975年12月号(No.236)掲載分が初訳、書籍は本書収録分が初である。

### 収録作品
短編集に収録している順、各2行目はクリスティー文庫版の短編集名とタイトル(同題の場合は省略)。
- 四人目の男（"The Fourth Man"）
『死の猟犬』収録「第四の男」
- 不満な軍人の事件（"The Case of the Discontented Soldier"）
『パーカー・パイン登場』収録「退屈している軍人の事件」
- 赤信号（"The Red Signal"）
『死の猟犬』収録
- 縁は異なもの（"The Girl in the Train"）
『リスタデール卿の謎』収録「車中の女」
- 白木蓮の花（"Magnolia Blossom"）
『マン島の黄金』収録
- ジェインの職探し（"Jane in Search of a Job"）
『リスタデール卿の謎』収録「ジェインの求職」
- 仄暗い鏡の中に（"In a Glass Darkly"）
『黄色いアイリス』収録
- 中年の人妻の事件（"The Case of the Middle-aged Wife"）
『パーカー・パイン登場』収録「中年夫人の事件」
- 青い壺の謎（The Mystery of the Blue Jar）
『死の猟犬』収録
- あっぱれ、男（"The Manhood of Edward, Robinson"）
『リスタデール卿の謎』収録「エドワード・ロビンソンは男なのだ」